# Roncus starivlahi
Espèce
Roncus starivlahi est une espèce de pseudoscorpions de la famille des Neobisiidae.

## Distribution
Cette espèce est endémique de Serbie. Elle se rencontre vers Bratljevo.

## Étymologie
Son nom d'espèce lui a été donné en référence au lieu de sa découverte, la Stari Vlah.

## Publication originale
- Ćurčić & Dimitrijević, 1998 : Roncus starivlahi, a new species of endemic pseudoscorpion from Serbia (Neobisiidae, Pseudoscorpiones). Arhiv Bioloskih Nauka, vol. 50, p. 19-20.